# František Donth
František Donth, även Franz Donth, född 14 juli 1904 i Rokytnice nad Jizerou, var en tjeckoslovakisk längdåkare som tävlade under 1920-talet. Donth var med i det första världsmästerskapet 1925 där han dels vann guld på 50 kilometer och dels blev tvåa efter Otakar Německý på 18 kilometer.
Vid VM 1927 tog Donth två medaljer, dels silver på 18 kilometer och dels brons på 50 kilometer. Han var med i de Olympiska vinterspelen 1928 i Sankt Moritz och kom på elfte plats på 18 kilometer och på fjortonde plats på 50 kilometer.